# Starofranački jezik
Starofranački jezik (ISO 639-3: frk; fränkisch, old frankish, frankish), izumrli jezik koji po današnjoj klasifikaciji čini poseban ogranak germanskih jezika, kojim su se u 1. tisućljeću u rimsko doba služili pripadnici plemena Franaka na području današnje Njemačke, Francuske, Nizozemske, Luksemburga i Belgije.
Od ovog starog jezika razvili su se suvremeni franački jezici koji se kolektivno nazivaju zapadni srednjonjemački jezici, to su: luksemburški i majnsko-franački (mainfränkisch) koji pripadaju mozelsko-franačkoj podskupini, pensilvanijski njemački i dva rajnsko-franačka jezika (falački i limburški) i kelnski ili ripuarijski franački.

## Vanjske poveznice
- Ethnologue (14th)
- Ethnologue (15th)